# 2MASS J05264348-4455455
2MASS J05264348-4455455 ist ein Brauner Zwerg im Sternbild Maler. Er wurde 2007 von Tim R. Kendall et al. entdeckt. Er gehört der Spektralklasse L1 an. Seine Position verschiebt sich aufgrund seiner Eigenbewegung jährlich um 0,17 Bogensekunden.